# Mátyás Ernő
Mátyás Ernő (Kristyór, 1888. június 16. – Sárospatak, 1950. május 29.) református teológiai tanár, egyházi író.

## Életútja
Édesapja Mátyás János református lelkész a településen. Édesanyja Belle Mária. A kilencgyermekes lelkészcsaládban, Mátyás Ernő második gyermekként jött a világra. Három testvére korán meghalt. Elemi iskoláit szülőfalujában Kristyorban végezte, a középiskolát és felsőtagozatot a szászvárosi Református Kollégiumban folytatta, összesen 8 évet. Nagy hatással volt rá a protestáns szellemiség, a klasszikus műveltség és keresztyén világszemlélet. Középiskolai éveiben aktívan kiveszi a részét az iskolai közéletből: tagja az irodalmi önképző körnek, a kórusnak és a tornászcsapatnak is. Szászvárosban érettségizik 1907. július 22-én, innen kerül Kolozsvárra.
1907 és 1911 között Kolozsváron lelkésznek tanult, teológiát hallgatott a Kolozsvári Református Teológiai Fakultáson, ahol 1911. június 22-én jeles eredménnyel letette az első lelkészképesítő vizsgát. 1911. nyarán Nagyenyedre került segédlelkésznek. Egy évre rá, 1912. június 21-én a második lelkészképesítést is letette jeles-kitűnő minősítéssel, előbb a Kolozsvári Magyar utcai (Alsóvárosi Református Gyülekezet) majd 1914-ben a Belvárosi (Farkas utcai) Református Gyülekezetek segédlelkésze lett. Mindkét gyülekezetben a hitoktatói feladatokat is végezte. 
1915-ben vallástanári oklevelet szerzett. Ugyanebben az évben mintegy fél évnyi időszakon át püspöki titkárként dolgozott. 1915 második felében megkezdte önálló lelkipásztori szolgálatát Székelyföldváron. 1919 januárjában köt házasságot Péter Margit tanítónővel. Házasságukból több gyermek született.
1921-ben teológiai tanári diplomát szerez Kolozsváron Újszövetségi Bibliatudományokból a Református Teológiai Fakultáson. A Kolozsvári Ferenc József Tudományegyetemen kutatásokat kezd filozófia tudományok területen. 1922. március 24.-én veszi át a doktori oklevelét Szegeden, ahová Trianon után a Kolozsvári Ferenc József Tudományegyetem áttelepül.
1923 tavaszától a Kolozsvári Református Teológiai Fakultás helyettes tanára az újszövetségi tansztéken. 1924–25-ben ösztöndíjasként Genfben képezte magát tovább. A Sárospataki Református Teológiai Akadémia megüresedett újszövetségi tanszékére Ravasz László javaslatára őt hívta meg a tanári kar így 1925-től a sárospataki Református Főiskola Teológiai Akadémiáján az újszövetségi tanszék rendes tanára lett. 
A két világháború között az újszövetségi tudományok legjelesebb művelőjeként tartották számon. Akadémiai, később főiskolai igazgatósága alatt, valamint az ő támogatásával valósultak meg mindama a kezdeményezések (faluszeminárium, népfőiskola, tehetségkutató munka stb.), amelyek a sárospataki főiskolát a második világháború előtt országszerte ismertté tették.
Sárospatakon temették el. A halála napján vihar által kidöntött fából faragtak kopját neki. Később síremlékére a következő versikét írták:
"Erdély áldott földje adta/
Patak fiává fogadta/
Vígan szolgált Krisztusának/
Hívő tolmácsa volt/
Isten Újtestamentumának"
1997 tavaszán az akkor Sárospatakon tanuló Jobb Domokos és Ledán M. István II. éves kolozsvári teológusok, cserediákok tiszteletből fát ültettek a sírjára Dr. Győri István akkori rektor bátorítására. A fa ma is él.

## Fontosabb művei
- Pál apostol mystikája (Kolozsvár, 1921)
- Vallásos mystika (Kolozsvár, 1921)
- János evangéliuma főbb problémái (Theol. Szle, 1926)
- Pál apostol viszonya a misztériumvallásokhoz (Sárospatak, 1931)
- Pál apostol antropológiája (Bp., 1941)
- Újszövetségi kijelentéstörténet (Bp., 1943)
- János evangélioma (Sárospatak – Bp., 1950)